# Helena Santos
Helena Santos (Torres Vedras), é uma bioquímica microbiana, portuguesa galardoada com a Medalha de Mérito Cientifico do Ministério da Ciência, Tecnologia e Ensino Superior do governo português. Foi precursora do desenvolvimento de técnicas de RMN in vivo e da sua aplicação no estudo das células do cérebro e do metabolismo das bactérias do ácido láctico, em Portugal. 

## Percurso
Helena Santos licenciou-se em engenharia química no Instituto Superior Técnico em 1974 e doutorou-se em biofísica na Universidade Nova de Lisboa, dez anos depois.
Em 1989 criou, no Instituto de Tecnologia Química e Biológica da Universidade Nova de Lisboa, o Laboratório de Fisiologia Celular e Ressonância Magnética Nuclear, liderado por ela desde então. Lá,a equipa liderada por ela dedicou-se a estudar a regulação e o metabolismo celular, em particular o das células cerebrais e o das bactérias do ácido láctico. Para tal, recorreu a técnicas de ressonância magnética in vivo, sendo a primeira a fazê-lo em Portugal.
Paralelamente ao seu trabalho de investigação, Helena Santos tornou-se professora catedrática na Universidade Nova de Lisboa e foi presidente da Sociedade Internacional de Extremófilos (ISE) de 2010 a 2015.
Em 5 de Dezembro de 2019 foi nomeada membro efectivo da Academia das Ciências de Lisboa.

## Prémios e reconhecimento
- 1999 - Prémio Gulbenkian de Ciência[7][2]
- 2004 - Recebeu o Prémio Estímulo à Excelência do Ministério da Ciência, Inovação e Ensino Superior[8][9]
- 2007 - Prémio Câmara Pestana[10]
- 2014 - Distinguida com a  Medalha de Mérito Municipal de Grau Prata da Câmara Municipal de Torres Vedras[11]
- 2016 - A Sociedade Internacional de Extremófilos distinguiu-a com o Prémio Carreira[12][13][4]
- 2016 - Foi uma das cientistas portuguesas homenageadas pelo Ciência Viva no livro e exposição Mulheres na Ciência[14]
- 2019 - O Ministério da Ciência, Tecnologia e Ensino Superior do governo português, galardoou-a com a Medalha de Mérito Científico[15]
- 2019 - Recebeu o Prémio António Xavier, pela sua contribuição para o desenvolvimento da Ressonância Magnética Nuclear em Portugal[2]
- 2019 - A Sociedade Portuguesa de Microbiologia distinguiu a sua carreira com o Prémio Nicolau Van Uden[16]
- 2019 - Tornou-se membro efectivo da Academia das Ciências de Lisboa[6][5]

## Obra seleccionada
É co-autora de mais de 200 de artigos, nomeadamente:
- 1984 - NMR studies of electron transfer mechanisms in a protein with interacting redox centres: Desulfovibrio gigas cytochrome c3 [19]
- 1997 - Comparative analysis of Embden-Meyerhof and Entner-Doudoroff glycolytic pathways in hyperthermophilic archaea and the bacterium Thermotoga [20]
- 1998 - An overview of the role and diversity of compatible solutes in Bacteria and Archaea[21]
- 2005 - Overview on sugar metabolism and its control in Lactococcus lactis — The input from in vivo NMR[22]
- 2006 - The intricate side of Systems Biology[23]
- 2009 - Relationship between protein stabilization and protein rigidification induced by mannosylglycerate[24]
- 2019 - Structural and Functional Characterization of Phosphatidylinositol-Phosphate Biosynthesis in Mycobacteria[25]
- 2019 - A New Pathway for Mannitol Metabolism in Yeasts Suggests a Link to the Evolution of Alcoholic Fermentation[26]
- 2019 - Combined transcriptomics–metabolomics profiling of the heat shock response in the hyperthermophilic archaeon Pyrococcus furiosus[27]